# Pat Frank
Pat Frank (n. 5 mai 1907, Chicago, Illinois – d. 12 octombrie 1964, Jacksonville, Florida) este pseudonimul scriitorului american, jurnalist și consultant guvernamental, Harry Hart Frank. Cel mai bună lucrare a sa este romanul post-apocaliptic din 1959 Alas, Babylon. Alte cărți mai cunoscute ale sale sunt ale sale Mr. Adam (1946) și Forbidden Area (1956).
Alte romane: Hold Back the Night (1956), An Affair of State, romanul de non-ficțiune How To Survive the H Bomb And Why (1962).
Povestirea sa The Girl Who Almost Got Away a servit ca inspirație pentru filmul lui Howard Hawk, Man's Favorite Sport.
Frank a primit American Heritage Foundation Award în 1961.